# Districtul Phra Yuen
Phra Yuen (în thailandeză พระยืน) este un district (Amphoe) din provincia Khon Kaen, Thailanda, cu o populație de 34.064 de locuitori și o suprafață de 172,0 km².

## Componență
Districtul este subdivizat în 5 subdistricte (tambon), care sunt subdivizate în 46 de sate (muban).
| Nr. | Nume       | În thailandeză | Sate | Locuitori |  |
| --- | ---------- | -------------- | ---- | --------- |  |
| 1.  | Phra Yuen  | พระยืน          | 15   | 12,500    |  |
| 2.  | Phra Bu    | พระบุ           | 8    | 4,378     |  |
| 3.  | Ban Ton    | บ้านโต้น         | 6    | 6,540     |  |
| 4.  | Nong Waeng | หนองแวง        | 8    | 4,917     |  |
| 5.  | Kham Pom   | ขามป้อม         | 9    | 5,729     |  |